# 젠안구

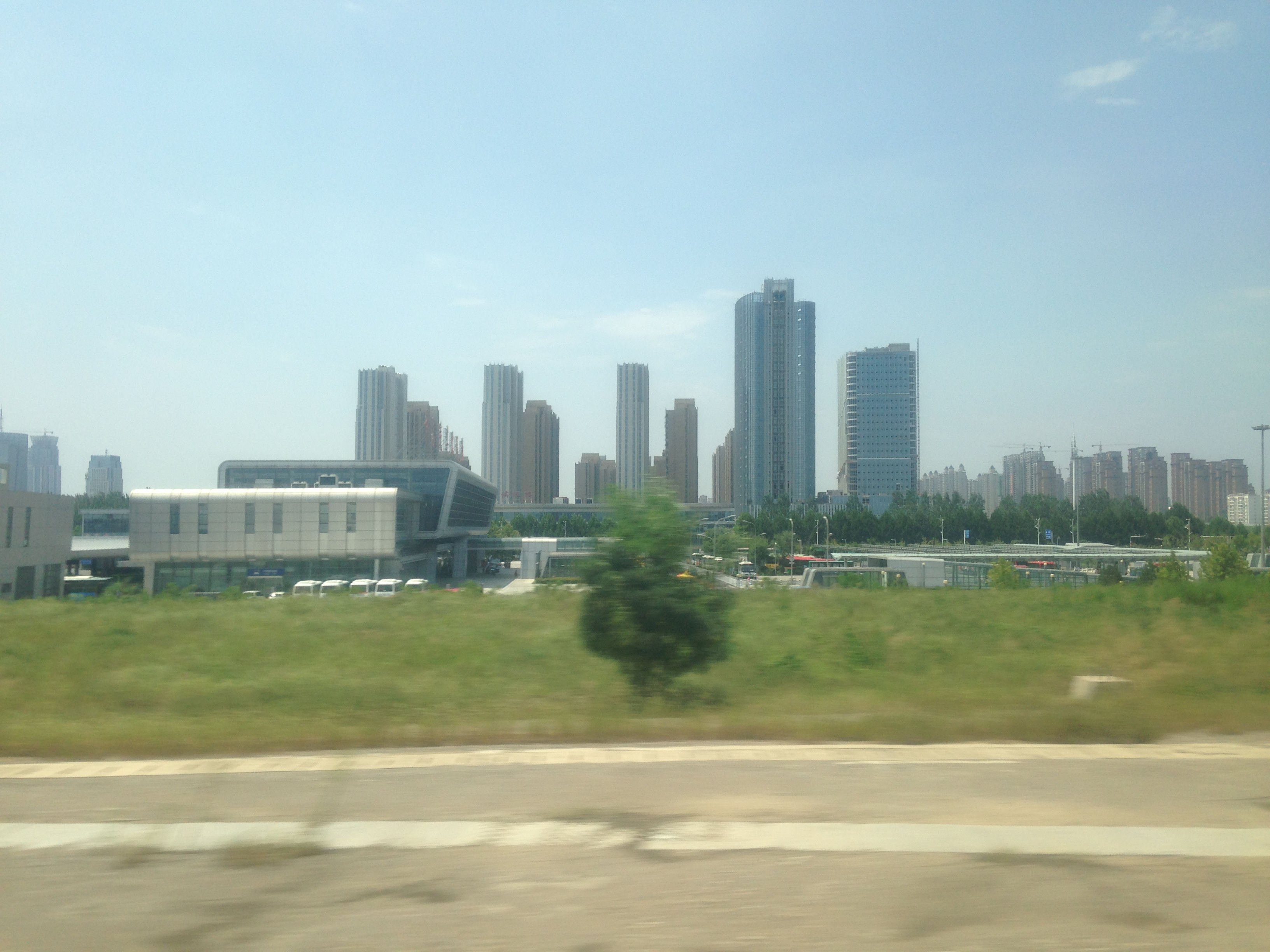

젠안구(한국어: 건안구, 중국어: 建安区, 병음: Jiàn'ān Qū)는 중화인민공화국 허난성 쉬창 시의 현급 행정 구역이다. 넓이는 1,002km2이고, 인구는 2007년 기준으로 860,000명이다. 구로 개편되기 이전에는 쉬창 현(한국어: 허창현, 중국어: 许昌县, 병음: Xǔchāng Xiàn)이었다. 이곳에는 조조가 196년 이후 헌제를 데려와서 후한의 황궁으로 삼은 유적이 있다.

## 기후
연평균 기온은 14.6°C이고 연평균 강수량은 712.5mm이다.

## 행정 구역
7개 진, 9개 향을 관할한다.
- 진: 将官池镇, 五女店镇, 尚集镇, 苏桥镇, 蒋李集镇, 张潘镇, 灵井镇.
- 향: 陈曹乡, 邓庄乡, 小召乡, 河街乡, 桂村乡, 椹涧乡, 榆林乡, 长村张乡, 艾庄回族乡.